# Agaricoides simpsoni
Agaricoides simpsoni is een zachte koralensoort uit de familie van de Nidaliidae. De wetenschappelijke naam van de soort is voor het eerst geldig gepubliceerd in 1928 door Thorpe.